# Оті (Коті)
О́чі (яп. 越知町, おちちょう, МФА: [ot͡ɕi t͡ɕoː]?) — містечко в Японії, в повіті Такаока префектури Коті.  Отримало статус містечка 1958 року. Площа становить 111,95 км². Станом на 1 липня 2012 року населення складало 6104  осіб, густота населення — 54,5 осіб/км².   

## Демографія
Згідно з даними перепису населення Японії, населення Очі активно зростало у 50-х та 60-х роках, після чого почало скорочуватись. Станом на 1 жовтня 2020 року населення складало 5187 осіб, з яких чоловіків — 2390 осіб, жінок — 2797 осіб. Густота населення — 46,33 осіб/км².